# Amphiophiura antarctica
Amphiophiura antarctica är en ormstjärneart som beskrevs av Jean Baptiste François René Koehler 1922. Amphiophiura antarctica ingår i släktet Amphiophiura och familjen fransormstjärnor. Inga underarter finns listade i Catalogue of Life.